# C13H36Si4
化学式C13H36Si4（摩尔质量：304.77 g/mol）可指：
- 四(三甲基硅基)甲烷，CAS号：1066-64-4
- 三(三甲基硅基)叔丁基硅烷，CAS号：104475-59-4
- 2,2,4,4,6,6,8,8-八甲基-2,4,6,8-四硅杂壬烷，CAS号：18419-73-3
- 三(2-二甲基硅基乙基)甲基硅烷，CAS号：1179322-60-1
- 三(三甲基硅基甲基)甲基硅烷，CAS号：51229-71-1

|  | 这个同类索引页列出了具有相同分子式的化学物（即同分異構體）条目。 除非您是有意链接至本页，否则应将相应条目的内部链接指向正确的条目。 |